# Îlots des Apôtres
Îlots des Apôtres ili Îles des Apôtres (Otoci Apostola) su skupina malih i nenaseljenih stjenovitih otoka u sjeverozapadnom dijelu otočja Crozet u južnom Indijskom oceanu, 10 km sjeverno od Île aux Cochons. Njihova ukupna površina je oko 2 km2.

## Opis
Dva su veća otoka (Île Grande - Veliki otok i Île Petite - Mali otok), koji zajedno zauzimaju gotovo 90 posto površine otočja. Najviši vrh je Mont Pierre, visok 289 m, na otoku Île Grande. Osim toga, postoji oko 20 stijena, s nadmorskim visinama između 15 i 122 m. Otoci su vrlo strmi. Unatoč njihovoj maloj veličini, Île Grande doseže visinu od 289 m, a Île Petite 246 m.

## Povijest
U noći 1. srpnja 1875. Strathmore, brod s tri jarbola koji je plovio između Ujedinjenog Kraljevstva i Novog Zelanda, doživio je brodolom u blizini nakon što je udario u greben. Od 89 putnika na brodu, 44 je preživjelo na Île Grandeu do 21. siječnja 1876., kada ih je spasio drugi brod.

## Važno područje za ptice
BirdLife International je identificirao otočiće kao važno područje za ptice (IBA) kao mjesto za razmnožavanje morskih ptica, s najmanje 25 vrsta koje se tamo gnijezde. Ptice na otocima su: albatros lutalica (Diomedea exulans), sivoglavi albatros (Thalassarche chrysostoma), sivi albatros (Phoebetria palpebrata), mrki albatros (Phoebetria fusca), žutokljuni albatros (Thalassarche melanophris), kerguelenski albatros (Thalassarche carteri), dugokrili, sivi, bjelobrki, bjelogrli i širokorepi zovoji, sjeverni veliki burnjak, burnica njorka (Pelecanoides urinatrix), rod Leucocarbo i sivorepa čigra (Sterna virgata).

## Otočići
| #  | Otok ili stijena (Hrvatski)                  | Površina (ha) |
| -- | -------------------------------------------- | ------------- |
| 1  | Rocher Nord (Sjeverna stijena)               | 6,0           |
| 2  | L’Enclume (Nakovanj)                         | 1,5           |
| 3  | Grande Île (Veliki otok)                     | 150,0         |
| 4  | Le Clown (Klaun)                             | 0,4           |
| 5  | La Sentinelle perdue (Izgubljeni stražar)    | 0,2           |
| 6  | Les Jumeaux (Blizanci)                       | 0,5           |
| 7  | Rocher Fendu (Puknuta stijena)               | 3,0           |
| 8  | Petite Île (Mal otok)                        | 30,0          |
| 9  | Les Sentinelles du Diable (Đavolji stražari) | 1,0           |
| 10 | La Grande Aiguille (Velika igla)             | 1,0           |
| 11 | La Petite Aiguille (Mala igla)               | 0,2           |
| 12 | Le Hangar (Hangar)                           | 1,5           |
| 13 | Le Donjon (Tvrđava)                          | 2,5           |
| 14 | (neimenovana stijena)                        | < 0,1         |
| 15 | Rocher Sud (Južna stijena)                   | 1,5           |
| 16 | Le Torpilleur (Unoštavač)                    | 0,1           |
| 17 | Le Caillou (Kamen)                           | 0,4           |
| 18 | L'Obélisque (Obelisk)                        | 0,3           |
| 19 | Rocher Percé (Bušena stijena)                | 1,0           |
|    | Îlots des Apôtres (Otoci Apostola)           | 201,1         |

## Vanjske poveznice
|  | Zajednički poslužitelj ima još gradiva o temi Îlots des Apôtres |